# مقاطعة تشوشو

مقاطعة تشوشو (باليابانية: 長州藩 تشوشو هان) كانت إقطاعة في اليابان في فترة إيدو والتي تقع في العصر الحالي في محافظة ياماغوتشي. عاصمتها كانت مدينة هاغي. لعبت هذه المقاطعة دورا هاما في فترة باكوماتسو ومهدت إلى استعراش مييجي.

## أعلام
- ماساتاكه تيراأوتشي
- سون أراسوكي